# 西田信一
西田 信一（にしだ しんいち、1902年10月15日 – 2003年4月10日）は、昭和期の政治家、参議院議員（3期）。北海道開発庁長官（第22代）、科学技術庁長官（第31代）。

## 来歴・人物
北海道空知郡岩見沢町（現・岩見沢市）に、鉄道員・西田栄次郎の長男として生まれる。両親はいずれも富山県出身。
高等小学校卒業後、郵便局員、鉄道員を経て、札幌工業学校（現・札幌工業高校）に入学する。
1924年札工を卒業後、苫小牧工業学校（現苫小牧工業高校）助教諭を経て、1928年苫小牧町役場に入庁する。仕事の傍ら王子製紙アイスホッケー部のコーチも務め、1932年には全日本選手権大会で初出場・初優勝の快挙を成し遂げた。土木課長、助役を経て、1946年4代目苫小牧町長に就任する。
1947年北海道議会議員に当選。2期8年務める。田中敏文革新道政批判の急先鋒として鳴らした。1956年、前年の道議選で落選し浪人中であったが、地元選出代議士の篠田弘作の助力を得て自由民主党公認を獲得し、第4回参議院議員通常選挙に北海道選挙区から立候補し当選を果たす。以後連続当選3回。
党内では石井光次郎派→池田勇人派→前尾繁三郎派→大平正芳派に所属する。行政管理政務次官、党副幹事長、党参院政策審議会長を歴任、また1972年札幌オリンピック誘致に尽力した。1970年第3次佐藤内閣で、国務大臣（科学技術庁長官・北海道開発庁長官・原子力委員長・札幌オリンピック担当大臣・宇宙開発委員長）として入閣。科技庁長官として海洋科学技術センター（現・海洋研究開発機構）法案を成立させている。1974年参院選では保守系候補者の乱立のあおりを受け落選、政界を引退する。
苫小牧町職員時代より取り組んできた苫小牧港と苫小牧東部工業港の建設を推進し、同市の港湾・工業都市としての発展に貢献した。また、自身も1960年に苫小牧埠頭を設立して社長となり、地元随一の有力企業に育て上げた。スポーツ界においても活躍し、1968年にはグルノーブルオリンピックの日本選手団長を務め、また日本スケート連盟副会長・北海道アイスホッケー連盟会長等の要職を歴任した。
1972年秋の叙勲で勲一等瑞宝章受章。1988年に北海道苫小牧市から名誉市民の称号を贈られる。
2003年4月10日、心不全のため死去、100歳。死没日をもって従三位に叙される。

## 逸話
- 札工生時代、心臓肥大症に罹り療養中、“逆療法”とばかりにアイススケートに打ち込んで完治させた。それ以来スケートをはじめとするウィンタースポーツとの縁ができた。
- 科技庁長官時代、予算折衝にあたって先進諸国の科学技術予算比率をグラフ化し、日本の低水準ぶりをアピールするという意表を突いた作戦に打って出た。時の蔵相福田赳夫をうならせ、前年対比40%増の予算獲得に成功した。